# Greatest Hits (Depeche-Mode-Album)
Greatest Hits ist eine Kompilation der britischen Band Depeche Mode, die 1987 in der DDR vom staatlichen Plattenlabel Amiga herausgebracht wurde. Sie erschien auf LP und Musikkassette.

## Titelliste

### Seite 1
1. Shake the Disease (4:45)
2. A Question of Lust (4:24)
3. It’s Called a Heart (3:45)
4. Blasphemous Rumours (5:06)
5. Everything Counts (3:57)
6. People Are People (3:43)

### Seite 2
1. Master and Servant (3:50)
2. Something to Do (3:44)
3. Stripped (4:13)
4. Here Is the House (4:16)
5. It Doesn’t Matter (4:45)
6. It Doesn’t Matter Two (2:49)

## Cover
Das Schallplattencover basiert auf dem Motiv der Kompilation The Singles 81>85, welches auch für das Album Catching Up with Depeche Mode verwendet wurde.